# Berlin, Connecticut
Berlin är en kommun (town) i Hartford County i delstaten Connecticut, USA med cirka 18 215 invånare (2000). Den har enligt United States Census Bureau en area på totalt 69,9 km² varav 1,5 km² är vatten.